# Городки (Оренбургская область)
Городки — село в Тюльганском районе Оренбургской области. Административный центр Городецкого сельсовета.

## География
Село расположено на реке под названием Яман-Юшатырь при впадении её левого притока под названием Труска.

## История
Село Городки была основана в 1768 году .

## Население
| 2010 |
| ---- |
| 585  |

## Известные уроженцы
- Прохоренко, Александр Александрович (1990—2016) — Герой Российской Федерации (2016)[3][4].